# Awer Mabil
Awer Mabil (Kakuma, 15 de setembro de 1995), é um futebolista australiano que atua como atacante. Atualmente, joga pelo Grasshopper.

## Títulos
Fonte:
Adelaide United
- Copa da Austrália: 2014

FC Midtjylland
- Campeonato Dinamarquês: 2019–20
- Copa da Dinamarca: 2018–19